# Кемал Аголи
Кемал Аголи е югославски албански партизанин и комунистически деец.

## Биография
Роден е през 1918 година в град Дебър. През 1941 година влиза в партизанска група за саботажи и диверсии. От 1942 година е член на Албанската комунистическа партия. Също така е политически комисар на Четвърта македонска албанска бригада. Сътрудничи на вестник „Народен войник“. Делегат е на Първото заседание на АСНОМ и на второто заседание на АВНОЮ. Осъден за дейност против ФНРЮ през 1948 година и умира в лагера Голи Оток.